# Heat (Jimmy Barnes)
Heat è il sesto album in studio del cantante britannico naturalizzato australiano Jimmy Barnes, pubblicato nel 1993.

## Tracce
1. Sweat It Out
2. Wheels in Motion
3. Stand Up
4. Burn Baby Burn
5. Something's Got a Hold
6. Love Thing
7. Talking to You
8. Stone Cold
9. Wait for Me
10. Tears We Cry
11. Right by Your Side
12. A Little Bit of Love
13. I'd Rather Be Blind
14. Not the Loving Kind
15. Knock Me Down
16. Catch Your Shadow